# Cambia
Cambia ist eine Gemeinde mit 64 Einwohnern (Stand 1. Januar 2022) im Département Haute-Corse auf der französischen Insel Korsika.

## Geografie
Cambia liegt in der Castagniccia am Fuße des San Petrone ungefähr 40 Kilometer von Corte entfernt. Erreichbar ist die Ortschaft über die Route nationale 193, Abzweigung nach San-Lorenzo (zwei Kilometer nach Omessa). Die Gemeinde setzt sich aus mehreren Ortsteilen zusammen: Cambia, Corsoli, Loriani und San Quilico.

## Bevölkerungsentwicklung
| Jahr                       | 1962 | 1968 | 1975 | 1982 | 1990 | 1999 | 2007 | 2016 |
| Einwohner                  | 112  | 116  | 89   | 80   | 81   | 79   | 75   | 86   |
| Quellen: Cassini und INSEE |      |      |      |      |      |      |      |      |

## Wirtschaft
Auf dem Gemeindegebiet gelten kontrollierte Herkunftsbezeichnungen (AOC) für Brocciu-Käse, Honig (Miel de Corse - Mele di Corsica) und Kastanienmehl (Farine de châtaigne corse - Farina castagnina corsa) sowie geschützte geographische Angaben (IGP) für Wein (Ile de Beauté blanc, rosé oder rouge und Méditerranée blanc, rosé und rouge).

## Sehenswürdigkeiten

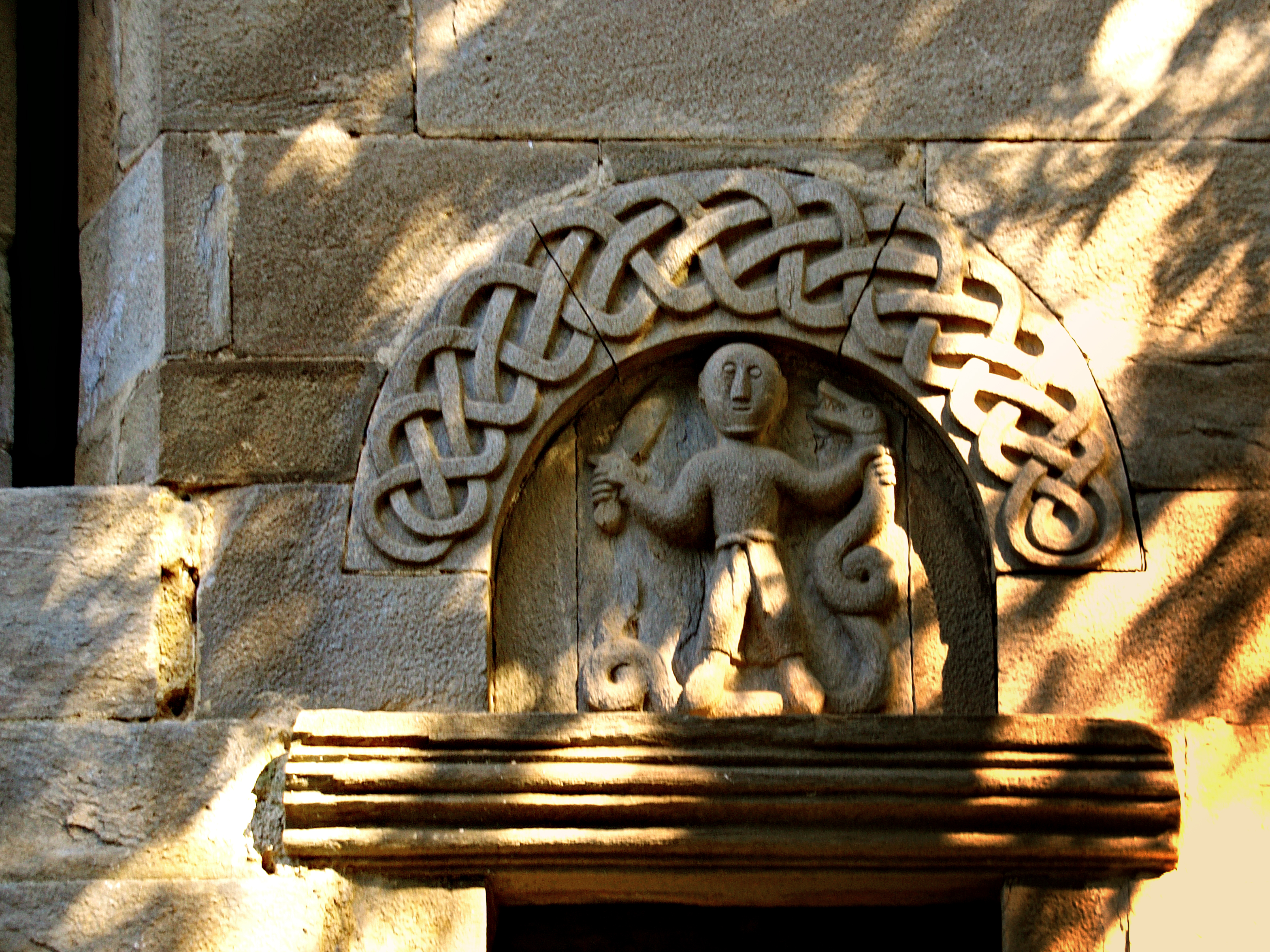
Türsturz der Kapelle San Quilico

Die Ortsteile liegen malerisch zwischen den Kastanienbäumen, die einst eine wichtige Bedeutung für die Ernährung der Bevölkerung der Region Castagniccia hatten. Es gibt noch viele alte Häuser mit Laubengängen und massiven Türsteinen. Historisch interessant:
- Die Kapelle San Quilico de Cambia aus dem 13. Jahrhundert liegt auf der Anhöhe des San Petrone.
- Die Kapelle Santa Maria à Cambia, ebenfalls im 13. Jahrhundert erbaut, besitzt den einzigen erhaltenen Altar romanischen Ursprungs auf Korsika.

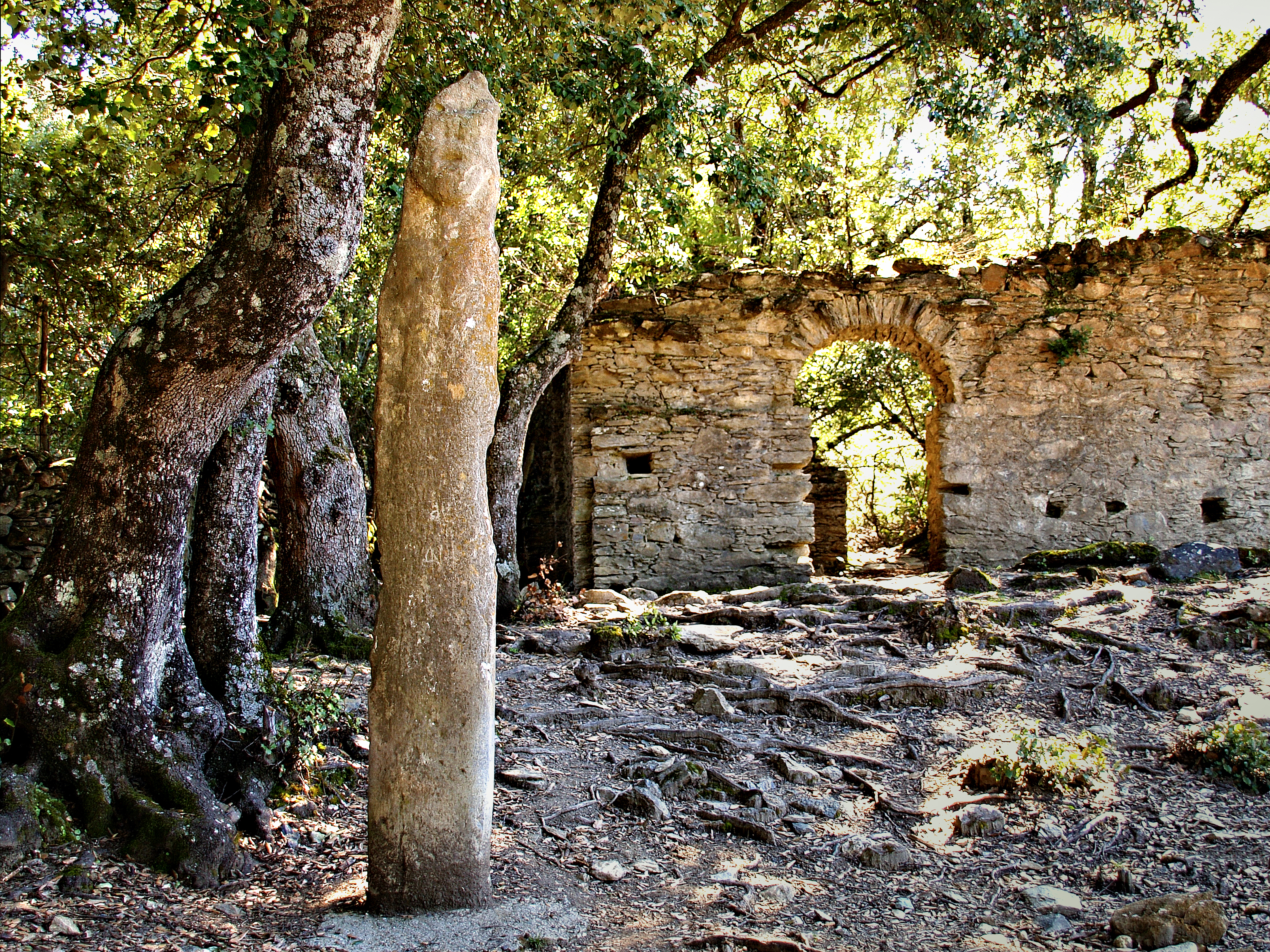
Statuenmenhir

- Neben der Kapelle Santa Maria steht ein Statuenmenhir aus vorgeschichtlicher Zeit. Er wurde christianisiert, indem ein Kreuz eingemeißelt wurde.
- Nicht weiter als 200 Meter von diesem Menhir entfernt liegt eine riesige Steinplatte, die wegen ihrer prähistorischen Felsritzungen Petra Fiurata beziehungsweise Petra Frisgiata genannt wird.